# Герой Таджикистану
Звання «Герой Таджикистану» (тадж. Қаҳрамоні Тоҷікістон)  — вища державна нагорода Таджикистану, присвоюється за заслуги перед державою та народом, пов'язані із здійсненням героїчного, ратного та трудового подвигу в ім'я свободи, незалежності та процвітання Республіки Таджикистан. 
Нагородження громадян державними нагородами Республіки Таджикистан проводиться Президентом Республіки Таджикистан. 

## Положення
Особам, удостоєним звання «Герой Таджикистану», вручається знак особливої відзнаки  —золота зірка «Герой Таджикистану», яка носиться на стрічці на лівій стороні грудей. 
Особам, удостоєним звання «Герой Таджикистану», проводиться щомісячна 100-процентна надбавка до призначеної їм пенсії. 
Особи, удостоєні звання «Кахрамоні Тоджікістон»: 
- забезпечуються житловою площею за встановленими нормами в першу чергу. Житлова площа, зайнята ними та членами їх сімей та комунальні послуги оплачуються в розмірі 50 відсотків;
- ті, хто потребують санаторно-курортного лікування, щорічно забезпечуються безкоштовною путівкою в санаторій або будинок відпочинку. Видача безкоштовних путівок проводиться за місцем роботи (служби), непрацюючим пенсіонерам — органами соціального захисту населення;
- мають право особистого безкоштовного проїзду один раз на рік (в обидва кінці) в межах Республіки Таджикистан залізничним транспортом в м'яких вагонах швидких та пасажирських поїздів, повітряним або міжміським автомобільним транспортом, а також право особистого безкоштовного користування міським та приміським транспортом (крім таксі), а в сільській місцевості - автобусами внутрішніх ліній.

Золота зірка «Герой Таджикистану» та документи про нагородження померлого залишаються у спадкоємців на пам'ять. За згодою спадкоємців померлого, його нагороди та документи про нагородження можуть бути передані державним музеям для зберігання та експонування. Якщо у померлого немає спадкоємців, його нагороди та документи про нагородження повертаються державі. 

## Нагороджені
- 8 вересня 1998 — Айні Садріддін, письменник (посмертно)
- 1997 — Гафуров Бободжан Гафурович, державний діяч Таджицької РСР, академік, історик (посмертно)
- 1999 — Емомалі Рахмон, Президент Таджикистану[1]
- 2001 — Турсун-заде Мірзо, поет (посмертно)
- 27 червня 2006 — Максум Нусратулло, державний діяч Таджицької РСР (посмертно)[2]
- 27 червня 2006 — Ширіншо Шотемор, Державний діяч Таджицької РСР[2][3]